# Bailleul-Sir-Berthoult

Bailleul-Sir-Berthoult este o comună în departamentul Pas-de-Calais, Franța. În 1 ianuarie 2022 avea o populație de 1.432 de locuitori.